# Вертикально-горизонтальная иллюзия

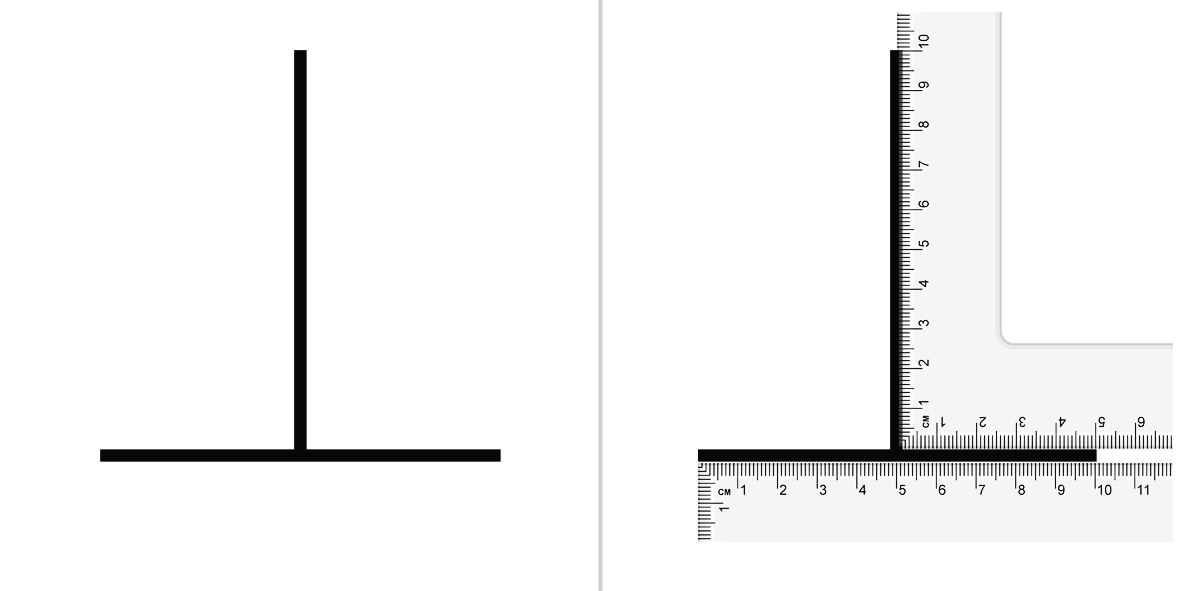
Вертикально-горизонтальная иллюзия

Вертикально-горизонтальная иллюзия — это тенденция наблюдателей переоценивать длину вертикальной линии относительно горизонтальной линии такой же длины. Она включает отрезок, поделённый пополам, который заставляет биссектрису отрезка казаться длиннее, чем разделённый отрезок. Люди часто переоценивают или недооценивают длину биссектрисы по сравнению с разделённым пополам отрезком такой же длины. Это происходит, даже если люди знают, что линии имеют одинаковую длину.
Отмечены межкультурные различия в восприятии вертикально-горизонтальной иллюзии. Люди из западных культур и люди, живущие в городских ландшафтах, проявляют большую восприимчивость[прояснить], чем люди, живущие в восточных или открытых ландшафтах.

## Типы вертикально-горизонтальных иллюзий
Существует несколько разных конфигураций вертикально-горизонтальной иллюзии. Три конфигурации, которые создают наибольшую величину иллюзии, — это конфигурация L, конфигурация плюс (+) и конфигурация с перевернутой буквой Т. Из этих трех конфигурация перевернутая буква T создаёт наибольшую величину иллюзии. Когда линия биссектрисы Т-иллюзии построена горизонтально, величина иллюзии уменьшается.

## Развитие
Постепенное уменьшение погрешности вертикально-горизонтальных иллюзий происходит по мере того, как возраст участников увеличивается с восьми до четырнадцати лет. Гоф и Мешьери объясняют это уменьшение ошибки улучшенной способностью ребёнка обнаруживать и децентрировать свое внимание на визуальном дисплее, то есть позиционировать свое тело по-другому, чтобы получить другие перспективы Дети, которые проявили большую личную независимость, речевое развитие и способность к визуальному сканированию, оказались более эффективными и находчивыми в своей способности оценивать вертикальные и горизонтальные иллюзии..

## Межкультурные различия
Кросс-культурные различия в восприимчивости к вертикально-горизонтальной иллюзии были отмечены в нескольких исследованиях. Люди, живущие в развитых городских агломерациях, проявляют большую восприимчивость, чем люди, живущие в сельской местности. Объяснение возможно заключается в том, что жители сельской местности больше привыкли жить в круглых домах на плоских равнинах или в кустарниковых степях. Сельские люди живут на более свободных расстояниях, чем люди, живущие в высокоразвитых, коммерциализированных культурах. Однако различия в силе вертикально-горизонтальной иллюзии или связанной с ними иллюзии Мюллера-Лайера для этих групп в лучшем случае противоречивы.

## Полусферное пренебрежение
Участникам с односторонним пространственным игнорированием было труднее воспринимать равенство линий в вертикально-горизонтальной иллюзии по сравнению с таковыми в контрольной группе. Исследование Монталамбера, среди прочего, утверждает, что мы воспринимаем эти типы иллюзий, используя левое полушарие нашего мозга.

## Гендерные различия
Гендерные различия также были обнаружены в отношении вертикально-горизонтальных иллюзий. Исследование Расму в 1999 году показало, что мужчины превосходят женщин в восприятии вертикально-горизонтальной иллюзии. Результаты этого изменения возможно связаны с асимметрией полушарий и/или биологических различий между мозгом мужчин и женщин. Хотя было установлено, что женщины имеют более высокий уровень иллюзии при выполнении упражнений с вертикально-горизонтальной иллюзии, это не означает, что мужчины лучше судят о расстоянии, чем женщины, поскольку исследования по этой теме были минимальными. Необходимы дополнительные исследования, чтобы установить значительную связь между величиной иллюзии и реальными задачами. Эти различия также могут быть связаны с различиями в социальном обучении мужчин и женщин.

## Функциональные приложения
Существуют функциональные применения вертикально-горизонтальной иллюзии. Эллиот и соавторы изучали эффекты горизонтально-вертикальной иллюзии и то, как воспринимаемая иллюзия может влиять на зрительно-моторную координацию, то есть двигательную активность, зависящую от зрения. Исследование было специально сфокусировано на том, как воспринимаемая высота ступеньки, управляемая вертикально-горизонтальной иллюзией, влияла на стратегию шага, как показано по подъёму пальцев стопы при прохождении ступеньки. Их результаты показали повышенный подъём пальцев стопы в условиях, когда иллюзия была воспринята, что привело их к выводу о наличии корреляции между визуальной иллюзией и зрительно-моторной координацией. Это наблюдение может найти применение в реальном мире путем разработки более эффективных стратегий безопасности в таких местах, как дома престарелых.